# Hypagyrtis pallidaria
Hypagyrtis pallidaria es una especie de polilla de la familia Geometridae. La especie fue descrita por primera vez por William Warren en 1907. La polilla ha sido descrita solamente en América del Norte.

## Descripción
Es una polilla mediana con una envergadura de 40 milímetros (1,6 plg) y color ocre pálido opaco, densamente moteado de fuscous, teñido en partes de marrón oliva pálido. Las líneas transversales son de color marrón. La cabeza, tórax y abdomen son de color ocre pálido con motas oscuras.